# Бају Гоуш (Луизијана)
Бају Гоуш (енгл. Bayou Gauche) насељено је место без административног статуса у америчкој савезној држави Луизијана.

## Демографија
По попису из 2010. године број становника је 2.071, што је 301 (17,0%) становника више него 2000. године.
| Група             | 2000.         | 2010.         |
| Белци             | 1.700 (96,0%) | 1.967 (95,0%) |
| Афроамериканци    | 27 (1,5%)     | 23 (1,1%)     |
| Азијати           | 2 (0,1%)      | 6 (0,3%)      |
| Хиспаноамериканци | 26 (1,5%)     | 40 (1,9%)     |
| Укупно            | 1.770         | 2.071         |